# Saturn Award de la meilleure série télévisée de science fiction
Le Saturn Award de la meilleure série télévisée de science fiction (Saturn Award for Best Science Fiction Television Series) est une récompense télévisuelle décernée chaque année depuis 2016 par l'Académie des films de science-fiction, fantasy et horreur (Academy of Science Fiction Fantasy & Horror Films).

## Palmarès

### Années 2010
- 2016 : Continuum
  - Colony
  - Doctor Who
  - The Expanse
  - Les 100
  - Wayward Pines
  - The X-Files

- 2017 : Westworld
  - Les 100
  - Colony
  - The Expanse
  - Falling Water
  - Incorporated
  - Timeless

- 2018[1] : The Orville
  - Les 100
  - Colony
  - Doctor Who
  - The Expanse
  - Salvation
  - The X-Files

- 2019 : Westworld
  - Les 100
  - Counterpart
  - Doctor Who
  - Krypton
  - Manifest
  - The Orville
  - Roswell, New Mexico

### Années 2020
- 2021 : Star Trek: Discovery
  - Doctor Who
  - Perdus dans l'espace
  - Pandora
  - Raised by Wolves
  - Star Trek: Picard
  - Westworld

| Meilleure série télévisée de science fiction - 2022 : Superman et Loïs - Flash - The Man Who Fell to Earth - Resident Alien - Supergirl - Westworld | Meilleure série de science fiction en streaming - 2022 : Star Trek: Strange New Worlds - For All Mankind - The Expanse - The Mandalorian - The Orville - Perdus dans l'espace - Star Trek: Discovery |

- 2024 : Star Trek: Picard

- 2025 : Fallout
  - Le Problème à trois corps (3 Body Problem)
  - Ahsoka
  - The Ark
  - Dark Matter
  - Star Trek: Discovery